# Governatorat der Vatikanstadt

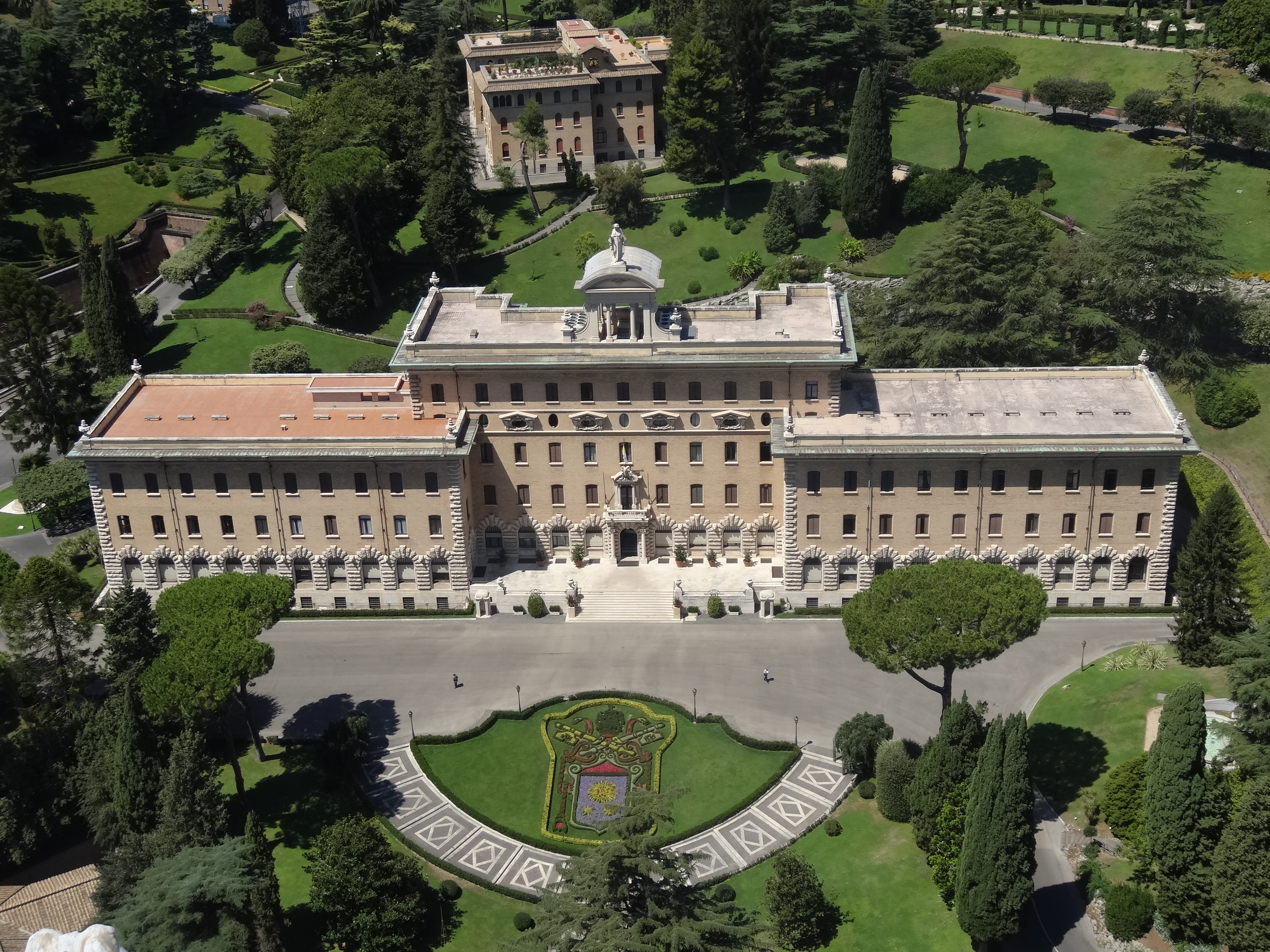
Regierungspalast der Vatikanstadt, gesehen von der Kuppel des Petersdoms

Das Governatorat der Vatikanstadt (italienisch Governatorato dello Stato della Città del Vaticano) ist die Staatsverwaltung der Vatikanstadt. Sie übt die exekutive Staatsgewalt innerhalb der Gebiete der Vatikanstadt aus.

## Verwaltungsorgane
Als Regierungschef fungiert der Präsident der Päpstlichen Kommission für den Staat Vatikanstadt, der bis zum März 2025 Kardinal sein musste. Während diese Kommission die legislativen Aufgaben innerhalb des Staates übernimmt, amtiert der Präsident in seiner exekutiven Funktion unter dem Titel des Präsidenten des Governatorats.
Während der Ausübung seiner exekutiven Kräfte kann der Präsident auf den Generalsekretär, den Vize-Generalsekretär, sowie in beratender Tätigkeit auf den Generalrat der Kommission und die Manager des Governatorats zurückgreifen.
Der Generalsekretär wird vom Papst für eine fünfjährige Amtszeit ernannt. Er koordiniert die Verwaltung und übernimmt während einer Sedisvakanz die Verantwortung für das Funktionieren der Behörde. Der Vize-Generalsekretär beaufsichtigt die Vorbereitung der verschiedenen Arbeiten und den Schriftverkehr.
Dem Generalsekretär direkt unterstellt ist das Generalsekretariat. Es ist für Archivierung, Controlling und Eventmanagement in Bezug auf die Abteilungen des Governatorats zuständig. Besagte Abteilungen sind (Stand: 2021) sieben Direktionen und zwei Zentralämter.
Das Governatorat mit seinen Ämtern und Diensten untersteht fachdienstlich der Päpstlichen Kommission für den Staat der Vatikanstadt.
Ab dem 1. März 2025 hat das Governatorat zwei Generalsekretäre: Erzbischof Emilio Nappa und den Rechtsanwalt Giuseppe Puglisi-Alibrandi, der zuvor schon Vize-Generalsekretär war.

## Präsidenten
Das Präsidium wird von einem Präsidenten, einem Generalsekretär und einem stellvertretenden Generalsekretär gebildet. Präsidenten seit 1939 waren:
- Nicola Canali (20. März 1939 – 3. August 1961)
- Alberto di Jorio (14. August 1961 – 4. November 1968; Pro-presidente)
- Sergio Guerri (11. April 1968 – 26. September 1981; Pro-presidente)
- Paul Casimir Marcinkus (26. September 1981 – 30. Oktober 1990; Pro-presidente)
- Rosalio José Castillo Lara (31. Oktober 1990 – 14. Oktober 1997)
- Edmund Casimir Szoka (15. Oktober 1997 – 15. September 2006)
- Giovanni Lajolo (15. September 2006 – 1. Oktober 2011)
- Giuseppe Bertello (1. Oktober 2011 – 1. Oktober 2021)
- Fernando Vérgez Alzaga LC (1. Oktober 2021 – 1. März 2025)
- Raffaella Petrini FSE (seit 1. März 2025)[4]

## Generalsekretäre
- Gianni Danzi (2. Mai 1996 – 22. Februar 2005)
- Renato Boccardo (22. Februar 2005 – 16. Juli 2009)
- Carlo Maria Viganò (16. Juli 2009 – 19. Oktober 2011)
- Giuseppe Sciacca (19. Oktober 2011 – 24. August 2013)
- Fernando Vérgez Alzaga LC (30. August 2013 – 30. September 2021)
- Raffaella Petrini FSE (4. November 2021 – 1. März 2025)[5]
- Emilio Nappa und Giuseppe Puglisi-Alibrand (ab 1. März 2025)[6]

## Direktionen
Das Governatorat untergliedert sich in die folgenden Direktionen:
- Direktion der Infrastruktur und der Dienste („Direzione delle Infrastrutture e Servizi“), zu ihr gehören der Baudienst, der Umweltschutz und Werkstätten zur Unterhaltung der Bausubstanz sowie die Floreria („Servizio della Floreria“), die sich um die Raumausstattung und Gestaltung von Amtsräumen bemüht.
- Direktion der Telekommunikation („Direzione delle Telecomunicazioni e dei Sistemi Informatici“), sie unterhält und betreibt den Post-, Telegrafen-, Internet- und Telefonverkehr. Ihr nachgeordnet sind das Post- und Telegrafenamt („Servizio delle Poste e del Telegrafo“) und der Telefondienst („Servizio dei Telefoni“).
- Direktion für die Wirtschaft („Direzione dell’Economia“), umfasst sowohl die Abteilung Staatliches Rechnungswesen (Hauptbuchhaltung und die Kostenstellenrechnung der Behörden des Staates, Innenrevision) als auch die Abteilung für wirtschaftliche Aktivitäten (Zoll, Warentransit, An- und Verkauf von Waren).
- Direktion der Sicherheits- und Zivilschutzdienste („Direzione dei Servizi di Sicurezza e Protezione Civile“), sie arbeitet eng mit der Schweizergarde zusammen. Zu ihr gehören zwei Einheiten der vatikanischen Gendarmerie und der Feuerwehrkorps.
- Direktion für Gesundheit und Hygiene („Direzione di Sanità e Igiene“), ihr kommen sämtliche Aufgaben im Zusammenhang mit dem öffentlichen Gesundheitswesen und der Hygiene auf dem Staatsgebiet zu. Sie leitet einen ständigen ärztlichen Bereitschaftsdienst und unterhält die Vatikanische Apotheke (Farmacia Vaticana).
- Direktion der Museen („Direzione dei Musei e dei Beni Culturali“), es betreut alle Monumente und Kunstschätze, die zu den diversen Sammlungen des Heiligen Stuhles gehören.
- Direktion der Päpstlichen Villen („Direzione delle Ville Pontificie“), sie verwaltet das exterritoriale Gebiet in Castel Gandolfo, einschließlich der dazugehörigen Gebäude, Grundstücke, Gärten und der päpstlichen Landwirtschaft.[7]

## Zentralämter

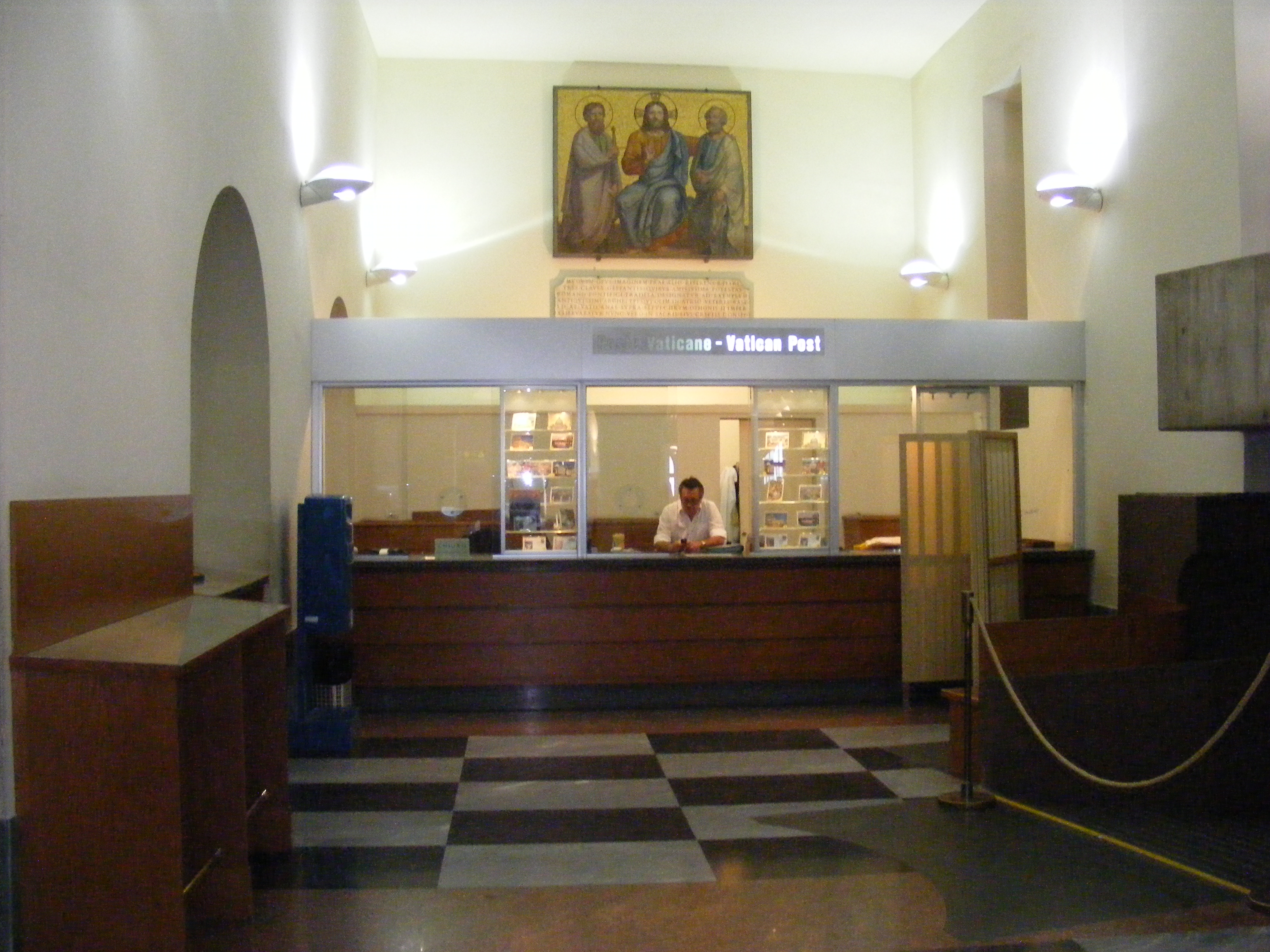
Schalter des Vatikanischen Postamtes in den Vatikanischen Museen

Dem Governatorat nachgeordnet sind folgende Zentralämter (Uffici Centrali), sie unterstehen direkt dem Präsidenten:
- Juristisches Amt („Ufficio Giuridico“), es fungiert als Rechtsbeistand und vertritt den Staat in Gerichtsverfahren, prüft sämtliche juristische Fragen. Es führt die Geburts-, Ehe- und Sterberegister sowie das Verzeichnis der Staatsbürgerschaften und der Aufenthaltsbewilligungen. Es verwaltet die offiziellen Personalurkunden aller Beschäftigten.
- Personalamt („Ufficio del Personale“) bearbeitet alle Personalangelegenheiten der Beschäftigten des Governatorats. Es ist zuständig für die Aus-, Weiter- und Fortbildung des Personals.

## Ehemalige Behörden
- Direktion der allgemeinen Dienste („Direzione dei Servizi Generali“), sie besteht aus einer Zollverwaltung, dem vatikanischen Straßen- und Verkehrsamt, der vatikanischen Kraftfahrzeugzulassungstelle und der sogenannten Unter ihre Obhut steht auch der Vatikanische Heliport.
- Amt für Philatelie und Numismatik oder Vatikanische Post („Ufficio Filatelico e Numismatico“) organisiert die Herstellung und die Herausgabe von Münzen und Briefmarken.
- Staatsarchiv („Archivio di Stato“) protokolliert und archiviert sämtliche Korrespondenzen der Päpstlichen Kommission und der verschiedenen Verwaltungseinheiten.
- Pilger- und Touristenamt („Ufficio Pellegrini e Turisti“), welches am Petersplatz im Braccio di Carlo Magno tätig ist, erteilt Informationen an die Pilger und Touristen der Vatikanstadt. Es handelt in Zusammenarbeit mit den anderen Einrichtungen und Behörden des Heiligen Stuhles für die Pilgerbetreuung.

## Dienste des Governatorats
Hierzu gehören der Dienst für Sicherheit und Gesundheit der Arbeiter, Dienst für die Vatikanische Sternwarte, Verwaltungsdienst für den Fonds für den Gesundheitsdienst (Fondo Assistenza Sanitaria), Betreuungsdienst des Pensionsfonds (Fondo Pensioni).